# Heikki Häiväoja
Heikki Aulis Häiväoja (* 25. Mai 1929 in Jämsä; † 15. September 2019 in Kauniainen) war ein finnischer Bildhauer, Medailleur und Hochschullehrer.

## Leben

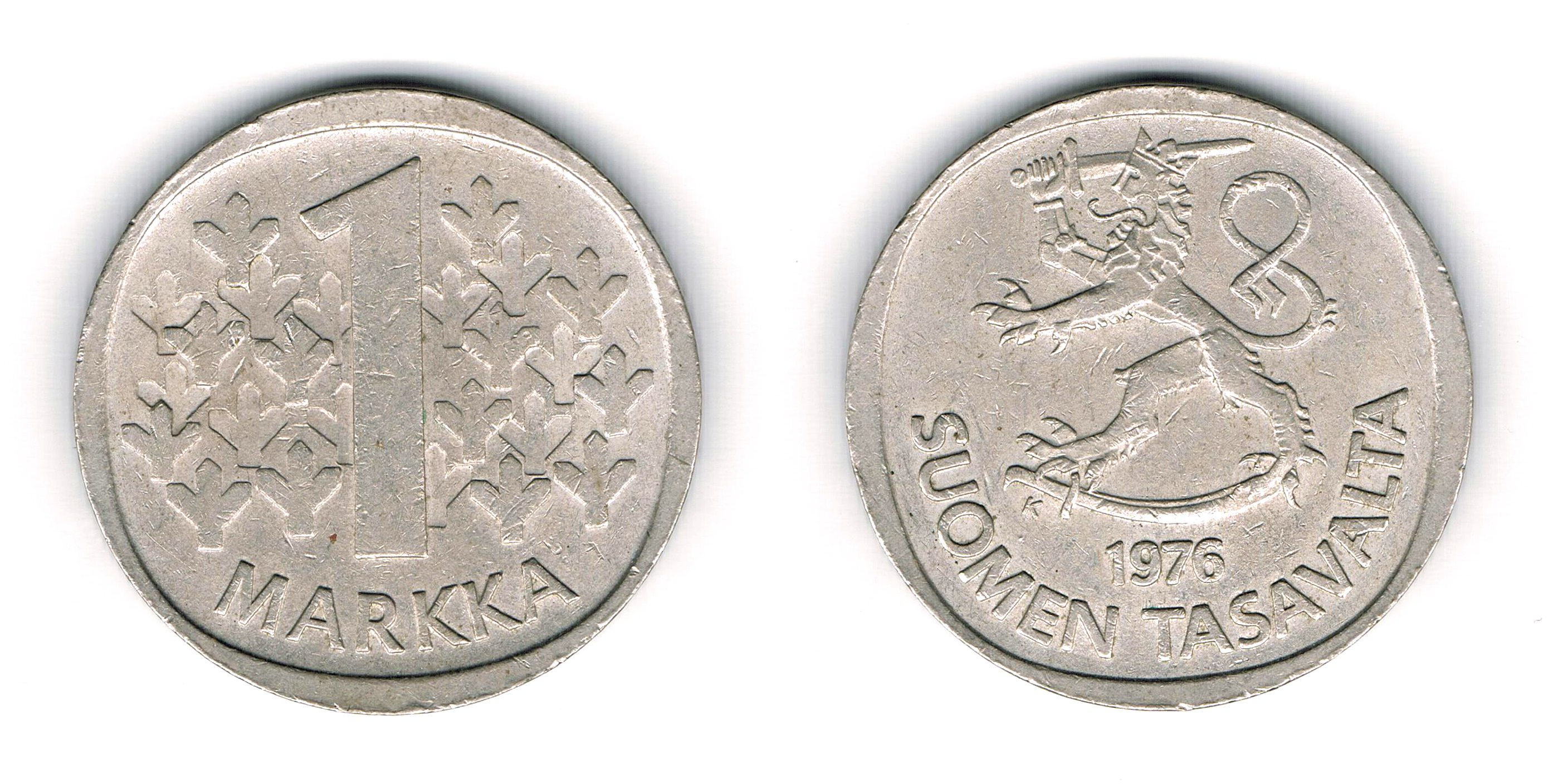
Kursmünze zu 1 Markka, Entwurf Heikki Häiväoja (1964)

Finnische Euromünze zu 5 Cent, Entwurf Heikki Häiväoja (1999)

Heikki Häiväoja studierte von 1947 bis 1950 an der Hochschule für Kunst und Design Helsinki und von 1950 bis 1951 an der Akademie für Bildende Kunst in Helsinki. Seit 1950 werden seine Arbeiten in Ausstellungen in Finnland und im Ausland präsentiert. 1966 war Häiväoja der finnische Vertreter auf der Biennale di Venezia. Seine Werke gehören zum Bestand zahlreicher Museen, viele sind in Finnland im öffentlichen Raum aufgestellt.
Einen breiten Raum in Häiväojas Schaffen nehmen Grabmale ein. Von 1952 bis 2002 fertigte er 51 Grabmale, darunter 12 Kriegerdenkmale. 1981 nahmen Heikki Häiväoja und Brita Nickels an einer Ausstellung zur Sepulkralkultur im Dom von Helsinki teil, die im Rahmen des Helsinki-Festivals stattfand. In der Folgezeit entstand der größte Teil seiner Grabmale.
Seit 1964 gestaltet Häiväoja finnische Münzen, neben den Kursmünzen wie denen zu einer oder fünf Markka auch einige Sondermünzen zu verschiedenen Anlässen. Häiväojas am weitesten verbreitete numismatische Arbeit sind die seit 1999 geprägten Finnischen Euromünzen zu 1 bis 50 Cent, deren Entwurf das Wappen Finnlands zeigt. Häiväojas Werk als Medailleur umfasst mehr als 90 Medaillen.
Von 1958 bis 1970 war Häiväoja Lehrer an der Hochschule für Kunst und Design Helsinki, zuletzt war er Prorektor der Hochschule. Von 1977 bis 1984 war er Lehrer und Vizerektor der Akademie für Bildende Kunst in Helsinki.
Heikki Häiväoja lebte mit seiner Ehefrau Paula Häiväoja in Vantaa. Ihre gemeinsame Tochter ist die in Frankreich und Finnland tätige Bildhauerin Johanna Häiväoja (geboren 1960). In zweiter Ehe war Heikki Häiväoja mit der Theologin und Kunsthistorikerin Brita Nickels-Häiväoja (1942–2014) verheiratet, die mit einer Arbeit über die Grabkunst Häiväojas und weiterer finnischer Bildhauer promoviert hatte. Aus dieser Verbindung stammt ein 1986 geborener Sohn.

## Werke (Auswahl)

### Öffentlicher Raum
- Yhteistyö monumentti (Denkmal der Zusammenarbeit), Helsinki (1967);
- Sotainvalidien muistomerkki, Denkmal für die Kriegsveteranen, Kauniainen (1981);
- Sodanajan naisen muistomerkki (Denkmal für die Frauen im Zweiten Weltkrieg), Kallio, Helsinki (1996).[2]

### Münzen und Medaillen

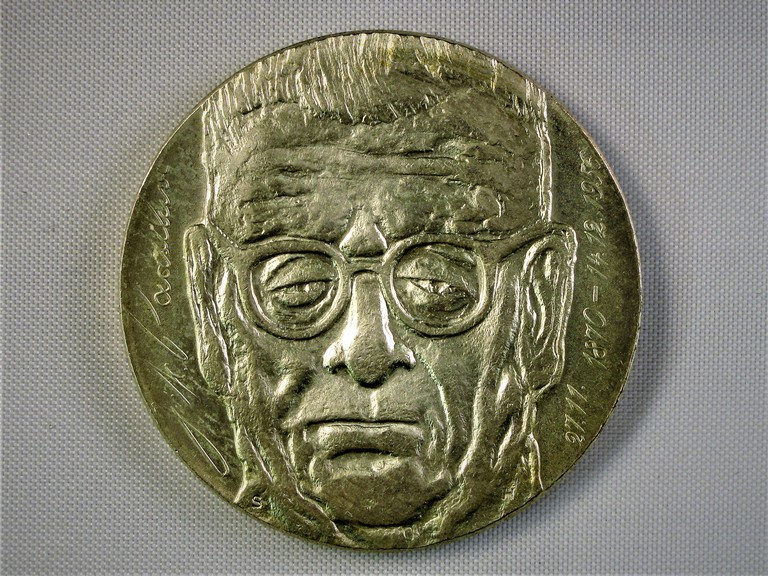
Paasikivi-Sondermünze, 1970.

- Kursmünze zu 1 Markka (mit Olof Eriksson, geprägt 1964–1993);
- Sondermünze zu 10 Markka anlässlich des 50. Jahrestags der finnischen Unabhängigkeit (1967);
- Sondermünze zu 10 Markka anlässlich des 100. Geburtstags des finnischen Staatspräsidenten Juho Kusti Paasikivi (1970);
- Sondermünze zu 10 Markka anlässlich des 50. Jahrestags der finnischen Unabhängigkeit (1967);
- Sondermünze zu 10 Markka anlässlich der 10. Leichtathletik-Europameisterschaften in Helsinki (1971);
- Kursmünze zu 5 Markka (geprägt 1972–1978);
- Sondermünze zu 10 Markka anlässlich des 75. Geburtstags des finnischen Staatspräsidenten Urho Kekkonen (1975);
- Sondermünze zu 10 Markka anlässlich des 60. Jahrestags der finnischen Unabhängigkeit (1977);
- Sondermünze zu 25 Markka anlässlich des 750. Jahrestags der Stadtgründung von Turku (1979);
- Bildseite der finnischen Euromünzen zu 1 bis 50 Cent (geprägt seit 1999);
- Pohjoinen taivas (Der Nordhimmel), Jahresmedaille der Suomen Mitalitaiteen Kilta – Gillet för Medaljkonst (finnische Vereinigung für Medaillenkunst).

## Einzelausstellungen
- Retrospektive. Medaillen und Skulpturen von Heikki Häiväojan. Kunstmuseum Tampere (2004);
- Medaillen von Heikki Häiväojan. Museum von Mittelfinnland, Jyväskylä (2008);
- Heikki Häiväojan – Denkmale und Medaillen. Bibliothek von Kuhmoinen (2011).

## Veröffentlichungen
- Heikki Häiväoja und Brita Nickels: Kaskuja ja anekdootteja. Kuvataiteen piiristä 1930–2010. Heikki Häiväoja, Vantaa 2010, ISBN 978-952-92-8015-5 (autobiografisches Werk).

## Preise
- Kulturpreis der Stadt Vantaa (1976);[4]